# Parmotrema reitzii
Parmotrema reitzii är en lavart som beskrevs av Hale. Parmotrema reitzii ingår i släktet Parmotrema och familjen Parmeliaceae.   Inga underarter finns listade i Catalogue of Life.